# Valete
Das Valete ist ein Fest, das traditionellerweise das Schuljahr des Kollegiums St. Michael in Freiburg beschliesst. Am letzten Schultag nehmen alle Schüler an Spielen teil (seit den 1960er-Jahren), und am Abend finden Konzerte im Kollegiumshof statt, die im Gegensatz zu den Tagesaktivitäten für alle zugänglich sind, desgleichen das Afte, das in den letzten Jahren die Festlichkeiten beschliesst. Seit 1991 tritt etwa alle zwei Jahre eine Gruppe der Lehrerschaft auf. Eine Klasse des 3. Jahrs organisiert das Valete. Sie wählt ein Schülerkomitee, das vom Verwalter und einem Vorsteher unterstützt wird.

## Geschichte
Seit 1883 waren die besten Schüler der oberen Klassen für die Durchführung dieser Veranstaltung zuständig, deren Ursprünge im Dunkeln liegen. In seinem Buch über das Kollegium St. Michael von 1914 erwähnt Altrektor J.-B. Jaccoud den nächtlichen Umzug des Valete, der das Schuljahr beschloss: Am Vorabend veranstalteten die Kollegianer einen Fackelumzug durch die Stadt und sangen das Valete («Lebt wohl») mit einem von ihnen verfassten lateinischen Text auf einer Melodie, die 1870 verändert worden war. Einigen «Ehemaligen» des Kollegiums ist dieses Lied noch bekannt. Der Umzug wie das heutige Fest sollen das Erbe eines alten Brauchs aus der Jesuitenzeit sein. Laut J.-B. Jaccoud wurde das Valete bereits damals als Unfug betrachtet, eine Art Studentenstreich, der «die Bürger in ihrem Schlaf störte» und den man mehrmals, insbesondere 1847, zu verbieten suchte. Die Schüler pflegten allerdings den Brauch weiter, ohne sich um Strafen und Verbote zu kümmern. Vom späten 19. Jahrhundert an nahmen alle am nächtlichen Umzug teil, der von Liedern und Musikstücken der Fanfare begleitet wurde. Der Umzug, auf den bis 1911 ein Essen folgte, entwickelte sich für die Bevölkerung der Stadt zu einem echten Schauspiel.

## Ablauf der Veranstaltung
Die Veranstaltung hat sich inhaltlich im 20. Jahrhundert stark verändert und jeweils dem Zeitgeist angepasst, doch ihr festlicher Charakter und ihre Funktion als feierlicher Abschluss des Schuljahrs sind weiterhin lebendig. Darüber sei eine weitere traditionelle Facette des Valete nicht vergessen: der für die Lehrerschaft und das Verwaltungspersonal organisierte Abend. Alle treffen sich am Vorabend der Sommerferien in entspannter Atmosphäre zu einem Essen, zu dem die ehemaligen Rektoren und Vorsteher sowie die pensionierten Lehrer ebenfalls eingeladen sind.